# Kie (Südzentraltimor)
Kie ist ein indonesischer Distrikt (Kecamatan) im Westen der Insel Timor.

## Geographie
| „Dorf“ (Desa) | Fläche    | Einwohner | Bevölkerungsdichte |
| ------------- | --------- | --------- | ------------------ |
| Fatuulan      | 08,81 km² | 1.860     | 211                |
| Tesi Ayofanu  | 10,04 km² | 1.075     | 207                |
| Belle         | 10,36 km² | 2.267     | 219                |
| Nekmese       | 14,38 km² | 1.624     | 113                |
| Boti          | 17,69 km² | 2.162     | 122                |
| Oenai         | 17,91 km² | 1.871     | 104                |
| Oinlasi       | 14,28 km² | 2.040     | 143                |
| Napi          | 14,41 km² | 1.836     | 127                |
| Falas         | 21,06 km² | 2.127     | 101                |
| Pili          | 09,30 km² | 1.507     | 162                |
| Eno Napi      | 12,54 km² | 1.318     | 105                |
| Naileu        | 6,00 km²  | 0.834     | 139                |
| Fatukusi      | 6,00 km²  | 0.685     | 114                |

Der Distrikt befindet sich im Osten des Regierungsbezirks Südzentraltimor (Timor Tengah Selatan) der Provinz Ost-Nusa-Tenggara (Nusa Tenggara Timur). Im Osten liegen die Distrikte Fautmolo und Süd-Amanatun (Amanatun Selatan), im Südosten Nunkolo, im Süden Kolbano, im Westen Zentral-Amanuban (Amanuban Tengah) und im Norden Oenino und  Ost-Amanuban (Amanuban Timur).
Kie hat eine Fläche von 162,78 km² und teilt sich in die 13 Desa Fatuulan, Tesi Ayofanu, Belle, Nekmese, Boti, Oenai, Oinlasi, Napi, Falas, Pili, Eno Napi, Naileu und Fatukusi. Der Verwaltungssitz befindet sich in Napi. Die Desa unterteilen sich wiederum in insgesamt 40 Dusun (Unterdörfer). Während Fatukusi auf einer Meereshöhe von 498 m liegt, befindet sich Fatuulan auf einer Höhe von 1177 m über dem Meer. Das tropische Klima teilt sich, wie sonst auch auf Timor, in eine Regen- und eine Trockenzeit.

## Flora
Im Distrikt finden sich unter anderem Vorkommen von  Teak und Mahagoni.

## Einwohner
2017 lebten in Kie 22.206 Einwohner. 10.647 waren Männer, 11.559 Frauen. Die Bevölkerungsdichte lag bei 136 Personen pro Quadratkilometer. Im Distrikt gab es vier katholische und 58 protestantische Kirchen und Kapellen und sieben Moscheen.

## Wirtschaft, Infrastruktur und Verkehr
Die meisten Einwohner des Distrikts leben von der Landwirtschaft. Als Haustiere werden Rinder (10.641), Pferde (zwei), Büffel (einer), Schweine (7.677), Ziegen (654) und Hühner (15.988) gehalten. Auf 4.728 Hektar wird Mais angebaut, auf zwei Hektar Reis, auf 362 Hektar Maniok, auf 30 Hektar Süßkartoffeln, auf sieben Hektar Sojabohnen und auf zehn Hektar Mungbohnen. Weitere landwirtschaftliche Produkte sind Zwiebeln, Knoblauch, Kartoffeln, Kohl, Kidneybohnen, Chili, Avocado, Mango, Orangen, Papayas, Bananen und Auberginen. Von Plantagen kommen Kapuk, Kaffee und Kakao.
In Kie gibt es 24 Grundschulen, zehn Mittelschulen und zwei weiterführende Schule. Zur medizinischen Versorgung steht ein kommunales Gesundheitszentrum (Puskesmas) in Napi. Andere medizinische Einrichtungen in den anderen Dörfern, wie medizinische Versorgungszentren (Puskesmas Pembantu) oder Hebammenzentren (Polindes) fehlen.